# 관산도서관
관산도서관은 경기도 안산시 단원구 소재의 시립 도서관이다.

## 연혁
- 1991년 4월 9일 관산 도서관 착공
- 1992년 12월 29일 안산시 관산 도서관 설치 조례공포
- 1993년 4월 9일 관산 도서관 준공
- 1993년 7월 27일 안산시 도서 관리 운영 조례공포
- 1993년 7월 30일 관산도서관 개관
- 1997년 1월 7일 안산시 관산도서관 성포 분관 직제 승인
- 1997년 3월 13일 안산시 관산 도서관 설치 조례 개정 조례 공포
- 1997년 7월 11일 안산시 관산 도서관 감골 분관 직제 승인